# Magione
Magione est une commune de la province de Pérouse en Ombrie (Italie).

## Géographie
Magione est une petite ville de l'Ouest de l'Ombrie située à environ 20 km à l'ouest de Pérouse, surplombant le Lac Trasimène.

## Histoire
Giovanni da Pian del Carpine est né à Magione en 1182. Franciscain, il est, en tant que légat du pape Innocent IV, l'un des tout premiers Européens à se rendre à la cour du grand Khan. Il est présent à l'assemblée qui fait de Güyük le successeur de son père Ögedeï, lui-même fils de Gengis Khan. Au retour de cette ambassade, il rédige la première description détaillée de l'empire mongol : Histoire des Mongols, appelés par nous Tartares.
Le château a accueilli les papes Benoît XIV et Pie VII.

### Les Templiers et les Hospitaliers
La massive forteresse des Templiers bâtie sur le haut de la colline aurait donné son nom à la commune, via le mot français maison. Cette forteresse, après avoir été à l'ordre de Saint-Jean de Jérusalem, est aujourd'hui la propriété de l'ordre souverain de Malte. 
C'est dans ce château que se réunirent le 9 octobre 1502 les conjurés de la Congiura di Magione, membres et proches de la famille Orsini, décidés à faire obstacle à l'expansion des Borgia.

## Culture
- Musée de la pêche, frazione san Feliciano
- Abbaye de Sant' Arcangelo, récemment restaurée

## Administration
| Période                                  | Période  | Identité                | Étiquette      | Qualité |
| ---------------------------------------- | -------- | ----------------------- | -------------- | ------- |
| 8 juin 2004                              | En cours | Massimo Alunni Proietti | Centrosinistra |         |
| Les données manquantes sont à compléter. |          |                         |                |         |

### Hameaux
Agello, Antria, Baccanella, Borgogiglione, Caligiana, Collesanto, Dirindello, Montecolognola, Monte del Lago, Montemelino, Montesperello, San Feliciano, San Savino, Sant’Arcangelo, Torricella, Villa, Soccorso

### Communes limitrophes
Castiglione del Lago, Corciano, Panicale, Passignano sul Trasimeno, Pérouse, Tuoro sul Trasimeno, Umbertide

## Monuments
- Abbaye de Sant’Arcangelo
- Château des Hospitaliers de l'ordre de Saint-Jean de Jérusalem
- Église Saint-Christophe
- Église Saint Jean-Baptiste
- Église Sainte Marie des Grâces